# Rainer Schimmel
Rainer Schimmel (Vinningen, 2 februari 1953 - 21 augustus 2017) was een Duitse entomoloog.
Rainer Schimmels werkgebied lag in de entomologie, in de studie van de kevers (coleoptera). Hij heeft zich ontwikkeld tot kniptorren- (Elateridae)specialist met vooral aandacht voor de soorten uit 
Zuidoost-Azië. Hij beschreef veel soorten, nieuw voor de wetenschap. Onder andere voor Revisione delle specie orientali del genere Melanothus werkte hij samen met de Italiaanse entomoloog Giuseppe Platia, van veel van de nieuw beschreven taxa delen zij het auteurschap.
De grote kevercollectie van Schimmel bestaat uit meer dan 250.000 exemplaren, voornamelijk kniptorren.

## Enkele publicaties
- Die Megapenthini-Arten Süd- und Südostasiens
- Monograph of the monophylum Tetrigusina (Insecta: Coleoptera, Elateridae, Agrypninae)
- Monograph of the tribe Quasimusini (Insecta: Coleoptera, Elateridae, Negastriinae)
- Monographie der rheinland-pfälzischen Schnellkäfer (Insecta: Coleoptera, Elateridae)
- Das Monophylum Diminae Candèze, 1863 (Insecta: Coleoptera, Elateridae)
- Revisione delle specie orientali (Giappone e Taiwan esclusi) del genere Melanothus Eschscholtz, 1829 (Coleoptera, Elateridae, Melanotinae)

- Gemeinsame Normdatei: 1084651440
- International Standard Name Identifier: 0000 0000 3557 1154
- Library of Congress Control Number: n2003005574
- Nederlandse Thesaurus van Auteursnamen: 156163098
- Système universitaire de documentation: 145304523
- Virtual International Authority File: 36286520
- WorldCat: E39PBJmhMgDQBJYDB7xCJkmKh3